# Michał Matys
Michał Matys (ur. 1966) – polski dziennikarz, reporter Gazety Wyborczej w latach 1991-2004.
Autor biografii najbogatszych Polaków – Ryszarda Krauzego, Jana Kulczyka, Zygmunta Solorza, Aleksandra Gudzowatego i Romana Kluski. Opublikował je w książkach "Towarzystwo. Biznesmeni i politycy" oraz "Grube ryby. Jak zarobili swój pierwszy miliard".
Od 2007 roku dziennikarz telewizyjny. Pomysłodawca i autor cyklu dokumentalnego o PRL "Zagadki tamtych lat" wyprodukowanego dla TVP S.A. Laureat Nagrody Stowarzyszenia Dziennikarzy Polskich (1993), Grand Press (2009) za najlepszy reportaż telewizyjny oraz Nagrody PAP im. Ryszarda Kapuścińskiego 2014. Absolwent Uniwersytetu Łódzkiego.

## Książki
1. "Towarzystwo. Biznesmeni i politycy" (2003) ISBN 83-7337-399-3
2. "Łódzka fabryka marzeń"  (2011) ISBN 978-83-7399-457-7
3. "Absurdy PRL-u" (2014) ISBN 978-83-7705-646-2
4. "Grube ryby. Jak zarobili swój pierwszy miliard" (2017) ISBN 978-83-2682-478-4
5. "Niepowtarzalny urok likwidacji. Reportaże z Polski lat 90." (2018) ISBN 978-83-8049-776-4
6. „Rekiny, ale łagodne” (2020) ISBN 978-83-923179-1-3

## Zbiory reportaży (współautor)
1. "Grand Press. Dziennikarskie hity 2002" (2003) ISBN 83-917433-0-6
2. "Gen ciekawości" (2004) ISBN 83-7255-198-7
3. "Made In Poland. Antologia reporterów Dużego Formatu" (2013) ISBN 978-83-268-1253-8
4. "100/XX. Antologia polskiego reportażu XX wieku" (2014) ISBN 978-83-7536-723-2

## Dokumenty telewizyjne
- "Zagadki tamtych lat", cykl dokumentów telewizyjnych o PRL (2008-2009)[6]